# Бєґі
Бєґі (біл. вёска Бягі) — село в складі Борисовського району Мінської області, Білорусь. Село належало Метченській сільській раді, розташоване в східній частині області.